# Casus mixtus
Casus mixtus (łac. „przypadek mieszany”) – szczególna, surowa postać odpowiedzialności dłużnika za niewykonanie zobowiązania lub wyrządzenie szkody z przyczyn przez niego niezawinionych (przypadek). Zaostrzone zasady odpowiedzialności pojawiają się, gdy dłużnik w sposób zawiniony postępuje wbrew treści zobowiązania, ale jeszcze nie w takim stopniu, który pozwalałby na uznanie, że zobowiązanie w ogóle nie zostało wykonane, natomiast sama szkoda bezpośrednio wynika z innych przyczyn, niezwiązanych z zachowaniem dłużnika.
Dłużnik może uwolnić się od odpowiedzialności za przypadek jeżeli wykaże, że wierzyciel poniósłby szkodę także w razie należytego wykonania zobowiązania (np.: nie wyremontowałem ci samochodu na czas, był więc u mnie dlatego dłużej w garażu; garaż i samochód w pożarze spłonęły; gdybym wykonał zobowiązanie w terminie to i tak samochód byś stracił bo ty trzymałbyś go w swoim garażu, a twój garaż zniszczyło tornado). Nie zwalnia go z obowiązku naprawienia szkody brak związku przyczynowego pomiędzy jego zachowaniem a uszczerbkiem doznanym przez wierzyciela.
Kodeks cywilny obciąża odpowiedzialnością za przypadek dłużnika, który pozostaje w zwłoce ze świadczeniem rzeczy oznaczonej co do tożsamości (art. 478 kc) oraz przechowawcę, który bez zgody składającego i bez koniecznej potrzeby, używa rzeczy albo zmienia miejsce lub sposób jej przechowywania albo jeżeli oddaje rzecz na przechowanie innej osobie (art. 841 kc), a także zleceniobiorcy, który powierzył wykonanie zlecenia innej osobie nie będąc do tego uprawniony (art. 739 kc) oraz biorącego rzecz do używania (w umowie użyczenia), który niewłaściwie używa rzeczy lub bez upoważnienia powierza rzecz inne osobie (art. 714 kc)